# مطار لونغيان غوانزهيشان
مطار لونغيان غوانزهيشان (بالإنجليزية: Longyan Guanzhishan Airport)‏ و(بالصينية: 龙岩冠豸山机场) (إياتا: LCX، إيكاو: ZSLD) مطار عام/عسكري يقع بمدينة Liancheng County في فوجيان في الصين. يبلغ طول المدرج 2400 م .

## شركات الطيران والوجهات
| شركـات طيـران         | الوجهات |
| --------------------- | --- |
| China United Airlines | مطار بكين داشينغ الدولي                                                                                    |
| خطوط جونياو الجوية    | مطار شانغهاي بودنغ الدولي                                                                                  |
| خطوط سيتشوان الجوية   | مطار تشانغشا هوانغوا الدولي، مطار تشنغدو شوانغليو الدولي، مطار كونمينغ جانغشوي الدولي، مطار نانجينغ الدولي |

## وصلات خارجية
- http://www.flightstats.com/go/Airport/airportDetails.do?airportCode=LCX